# 日本全国徹底調査!好きなアニメランキング100
日本全国徹底調査!好きなアニメランキング100（にっぽんぜんこくてっていちょうさすきなアニメランキングひゃく）は、テレビ朝日系で放送されていたバラエティ特番である。

## 概要
この企画・番組の前身は『決定!これが日本のベスト100』のテーマとして「好きなアニメランキングベスト100」というもので、10〜50代を対象にアンケート調査をしてランキングを紹介するものである。
2006年10月9日には『芸能人アニメ通が集結!徹底調査!!好きなアニメランキングベスト100』が放送。
2007年9月22日には、同じくテレビ朝日でこの番組とコンセプトの似た『大胆MAP 人気アニメキャラクターの声をやっている人の顔を全部みせちゃうよ!ベスト50』が放送。この企画が好評だったのを受けて、大胆MAPがこの番組と同じ枠に移動したため、以降のアニメランキングは大胆MAP内の企画として行われていた。後に『お願い!ランキング』および『お願い!ランキング GOLD』にてアニメ・声優関連のランキング企画が不定期で放送された。

### 投票結果
| 順 位 | 視聴者ランキング(第1回) | 視聴者ランキング(第1回) | 芸能人ランキング(第2回) |
| 順 位 | 作品名                  | 得票数                  | 作品名                  |
| ----- | ----------------------- | ----------------------- | ----------------------- |
| 1位   | 鋼の錬金術師            | 15226票                 | ルパン三世              |
| 2位   | 新世紀エヴァンゲリオン  | 11446票                 | ドラゴンボール          |
| 3位   | ぱにぽにだっしゅ!       | 10431票                 | ドラえもん              |
| 4位   | 涼宮ハルヒの憂鬱        | 9963票                  | あしたのジョー          |
| 5位   | 魔法先生ネギま!         | 8726票                  | 機動戦士ガンダム        |
| 6位   | 機動戦士ガンダム        | 8595票                  | フランダースの犬        |
| 7位   | BLEACH                  | 5533票                  | サザエさん              |
| 8位   | テニスの王子様          | 5426票                  | キャンディ・キャンディ  |
| 9位   | Rozen Maiden            | 3369票                  | アタックNo.1            |
| 10位  | 苺ましまろ              | 2319票                  | うる星やつら            |

## 出演者

### 司会
- 爆笑問題（田中裕二・太田光）
- 中井美穂→久保純子

### ゲスト
- 2005年9月22日 19:53〜21:48OA - 柴田理恵、よゐこ、山咲トオル、品川庄司、えなりかずき、森下千里
  - VTR出演 - 島本須美、二又一成、本名陽子、ゆかな、朴璐美、釘宮理恵、神谷明、水田わさび、大原めぐみ、かかずゆみ、関智一、木村昴、大山のぶ代、野沢雅子、古谷徹、保志総一朗、小山茉美、皆口裕子
- 2006年10月9日 19:00〜20:54OA - 関根勤、土田晃之、次長課長、品川庄司、中川翔子、井上和香、松本伊代、青田典子

### ナレーション
- 平井誠一
- 坂上みき

## スタッフ
- 構成：鈴木おさむ、福原フトシ、秋葉高彰、野口悠介、なかじまはじめ
- 技術：二瓶友美
- カメラマン：加藤英昭、稲川俊一郎
- 音声：胡桃沢啓司
- 映像調整：柳沢満
- 照明：桑原則幸
- 音響：石渡洋志
- 美術：福田亜矢子
- 美術進行：高橋徹
- 大道具：草野哲之
- 小道具：勝山誠
- 電飾：山中正喜
- マルチモニター：おざい剣吾
- オブジェ：松井達彦
- CG：刑部まり子、高梨賢一
- 音響効果：高橋直幹、井上竜一
- VTR編集：金子純
- MA：内藤憲司
- TK（タイムキーパー）：船木玉緒
- 広報：平野三和、重松愛
- 編成：吉川昌克、松瀬俊一郎、小野仁
- デスク：安江香織
- AD（アシスタントディレクター）：栗原大祐
- アシスタントプロデューサー：岡野吐夢、上林千秋、田畑まなみ
- ディレクター：伊東伸一郎、鈴木賢一、若林倫也
- プロデューサー：西新、奥川晃弘
- プロデューサー・演出：河口勇治
- チーフプロデューサー：平城隆司
- 技術協力：TSP、IMAGICA
- 美術協力：テレビ朝日クリエイト
- 制作協力：ウイッシュカンパニー、ウインズウイン
- 制作著作：テレビ朝日

## 補足
- 公式ホームページで視聴者から好きなアニメを募集しているが、番組上では視聴者からの集計結果を紹介せず、公式ホームページのみでしか掲載していない。
- 視聴者アンケートと芸能人アンケートでは結果に大きなばらつきがある。2006年度のランキングでは、芸能人アンケートで1位の『ルパン三世』は視聴者アンケートで39位、視聴者アンケートで1位の『鋼の錬金術師』は芸能人アンケートで48位である。
- ガンダムシリーズは一貫して『機動戦士ガンダム』（いわゆる『ファースト』）に統一して紹介される。
- 『ドラえもん』に関しては、テレビアニメ第2作第1期の声優陣の紹介は一切なされない。
- 権利関係、あるいは映像使用料の問題があるためか、一部の作品は動画ではなく静止画のみで紹介されていた。
- 時に投票者の世代別に分けられてランキングにすることもあった。